# Akindułkino
Akindułkino (ros. Акиндулкино) – wieś (dieriewnia) w Rosji, w Mari El, w rejonie miedwiediewskim. W 2010 liczyła 90 mieszkańców.